# Operationsart
Operationsart ist ein von der Bundeswehr verwendeter Begriff und umfasst diverse militärische Handlungen für die Form des Gefechts. Bis 2007 wurde hierfür der Begriff Gefechtsart benutzt.
Diese unterscheidet man in der Fachsprache je nach der Truppengröße bei einem Verband im taktischen und bei einem Großverband im operativen Sinne in Angriff, Verteidigung und Verzögerung, die durch jede Kampftruppe in dem für sie günstigen Gelände vollumfänglich, bedingt auch in nur bedingt geeigneten Gelände sowie nur sehr eingeschränkt im ungünstigen Gelände geführt werden kann.
Heute wird unter den Begriff Operationsarten auch der Jagdkampf gefasst, vormals eine Besondere Gefechtshandlung. Dieser kann jedoch nur durch die Infanterie durchgeführt werden, da wesentliches Element der Panzertruppen ihre Gefechtsfahrzeuge sind, die in dieser Operationsart nicht eingesetzt werden können, und diese Kampftruppen nicht dafür ausgebildet sind.
Der Truppenführer (ab Brigade aufwärts) führt das Gefecht unter Nutzung des Geländes so, dass er seinen Auftrag optimal erfüllen kann. Je nach Auftrag, Kräfteverhältnis und Gelände können während des Gefechts die Gefechtsarten wechseln.
Neben den Gefechtsarten stehen die Allgemeinen Aufgaben im Einsatz und die Besonderen Gefechtshandlungen.
Unterhalb der taktischen Führungsebene eines Gefechtsverbandes führen unterhalb der Kompanie die Kampftruppenzüge das Gefecht durch Feuerkampf mit Feuer und Bewegung.

## Angriff
Kennzeichnend für den Angriff ist, dass sich eigene Kräfte aktiv auf den Standort des Feindes gegen dessen Widerstand zubewegen und feindbesetztes Gelände nehmen. Für den Angriff werden den angreifenden eigenen Kräften Gefechtsstreifen zugewiesen und Angriffsachsen befohlen sowie in der Regel neben dem Angriffsziel ein bis zwei Zwischenziele befohlen, um das Gefecht in Phasen zu gliedern und die angreifenden Verbände zu koordinieren.
Im Sinne der Auftragstaktik ist von besonderer Bedeutung, nicht passiv im Angriffsziel zu verbleiben, sondern das Heft des Handelns weiter in der Hand zu behalten. Insbesondere sind zumindest kampfstarke Aufklärungskräfte voranzutreiben, um Gelegenheiten der handstreichartigen Inbesitznahme von beherrschendem Schlüsselgelände oder Geländeengstellen, wie Brücken oder Engen, oder zur Vernichtung rückwärtiger feindlicher Kommandostellen und Logistikeinrichtungen nutzen zu können. Die Infanterie führt den Angriff im abgesessenen Kampf in Stoßtruppgliederung durch.
Im Angriff wie in der Verteidigung und der Verzögerung wird die Kampftruppe durch die Kampfunterstützungstruppen, in allen Operationsarten durch das Feuer der Artillerie und in der Verteidigung durch Pioniere mit Minensperren unterstützt. Im Angriff machen die Pioniere schwierige Geländestellen gangbar, so unter anderem Gewässer durch Übersetzmittel.
Historisch war eine besondere Art des Angriffs der Kavallerie mit dem sogenannten Chok. Dabei lief eine Reiterlinie mit größter Wucht auf die feindlichen Linien zu. Der Anlauf zum Chok in voller Karriere begann erst etwa 80 m vor den gegnerischen Linien. Die Reiter hielten den Degen oder Säbel weit vorgestreckt (Auslage vorwärts). Die deutsche Kavallerie führte den Chok mit eingelegter Lanze aus.

## Verteidigung
Ziel der Verteidigung ist es, eigenes Gelände gegen feindliche Angriffe zu behaupten. Der endgültige Erfolg ist dann erreicht, wenn der Feind im oder vor dem eigenen Verteidigungsraum zerschlagen worden ist, das heißt seinen Angriff nicht weiter fortsetzen kann. Das aktive Zerschlagen von in den eigenen Verteidigungsraum eingedrungenem Feind erfolgt durch vorgeplante Gegenangriffe der Reserve oder improvisierte Gegenstöße durch vor Ort verfügbare Kräfte.

## Verzögerung
Verzögerung ist eine Abfolge von zeitlich begrenzten Verteidigungslinien schwächerer eigener Kräfte, die für eine vorbestimmte Zeit oder auch entsprechend dem Feinderfolg beim Angriff verteidigt werden, und den Feind abnutzen, um der eigenen Operationsführung Zeit für weitere Maßnahmen wie der Organisation einer Verteidigungslinie zu verschaffen sowie angreifenden Feind auch in Gelände hineinzulenken, in der die eigene Operationsführung die Entscheidung herbeiführen will. Verzögerung wird beweglich durch Feuer und schnelles Ausweichen geführt. Der Feind läuft dabei immer wieder auf neue Verzögerungslinien als zeitlich begrenzte Verteidigungslinien auf. Daher ist die Infanterie dazu nicht befähigt, da sie nicht zum mechanisierten Ausweichen befähigt ist.
Kennzeichnend ist, dass die eigenen Kräfte dem Angreifer unterlegen sind und daher sehr beweglich kämpfen müssen, um nicht selbst gestellt und vernichtet zu werden. Sie geben nach Aufnahme des Feuerkampfes hierzu Gelände unter bestimmten Auflagen oder auf Befehl auf und setzen sich rückwärts zur zeitlich begrenzten Verteidigung erneut fest und lassen Feindkräfte erneut auf die eigenen Truppe zum zeitlich befristeten Kampf auflaufen. Die Verzögerungskräfte haben den Auftrag, den Feind abzunutzen, das heißt zu schwächen. Hierzu wird der Feind nach Möglichkeit an geeigneten Stellen wie Engen gestaut und mit Feuer überfallen. Um das feindliche Vorgehen zu verlangsamen, gehen die Verzögerungskräfte in günstigem Gelände zur zeitlich begrenzten Verteidigung über, zerschlagen feindliche Aufklärungskräfte und Vorauskräfte, zwingen die Hauptkräfte zur Entfaltung und nutzen den Feind ab. Um die eigene Kampfkraft nicht zu gefährden, müssen Verzögerungskräfte eine enge Verzahnung mit dem Feind vermeiden und rechtzeitig ausweichen.
Der verantwortliche Truppenführer befiehlt mehrere Verzögerungslinien hintereinander, um den Raum, in dem verzögert werden soll, zu gliedern und das Verzögerungsgefecht zu strukturieren. Das Ausweichen auf eine neue – rückwärtige – Verzögerungslinie erfolgt ständig kämpfend oder in einem Zuge auf Befehl des die Operation führenden Kommandeurs.
Die Verzögerung endet mit der Besonderen Gefechtshandlung Aufnahme der Verzögerungskräfte durch eigene Kräfte im rückwärtigen Stellungsraum.
Insbesondere irreguläre Kräfte und Territorialkräfte sowie Infanterie können im Jagdkampf Feindkräfte im Angriff durch Hinterhalte – auf deren Logistikkräfte – verzögern.

## Überwachung
Die Überwachung dient der Beobachtung von Gelände und dessen Sicherung gegen feindliche Aufklärungskräfte. Die Überwachungskräfte sind in der Regel so schwach wie möglich, um eine klare Schwerpunktbildung der eigenen Gesamtkräfte an anderer Stelle zu ermöglichen. Bei Auftreten stärkerer Feindkräfte muss der verantwortliche Truppenführer rechtzeitig entscheiden, ob das entsprechende Gelände aufgegeben werden soll oder ob die eigenen Kräfte so verstärkt werden, dass sie zur Verzögerung oder gar zur Verteidigung übergehen können.

## Jagdkampf
Jagdkampf ist ein infanteristisches Einsatzverfahren, welches der Erfüllung allgemeiner militärischer Aufgaben im Einsatz mit dem Zweck der Feindabnutzung sowie zum Zerschlagen und Vernichten schwächerer Kräfte hinter den feindlichen Linien dient. Der Jagdkampf zielt darauf ab im vom Feind kontrollierten Gelände diesem maximalen Schaden zuzufügen.
Eigene Kräfte können im Jagdkampf in rückwärtigen Gebieten auch gegen feindliche Spezialkräfte, die in geringer Stärke eingesetzt werden, sowie gegen irreguläre Kräfte (Partisanen oder Guerilla) hinter den eigenen Linien oder in nicht befriedetem Gebiet eingesetzt werden.
Zum Einsatz kommen dabei die Gefechtshandlungen
- Hinterhalt
- Handstreich
- Sprengen
- Kampf gegen irreguläre Kräfte.

Der Jagdkampf wird in den infanteristischen Truppen ausgebildet. In der Bundeswehr erfolgt die Ausbildung zum Führer und Ausbilder im Jagdkampf im Einzelkämpferlehrgang 2. Die Ausbildung der Mannschaften erfolgt in der Truppe.